# うらあやか
うら あやか（1992年 - ）は、日本の現代アーティスト。

## 経歴
神奈川県に生まれる。
2015年に武蔵野美術大学造形学部油絵学科油絵専攻を卒業した。2019年から2023年まで東京造形大学のCSLAB管理人を務めた。
2023年より、千葉県松戸市にある滞在型アート創作スペースPARADISE AIRのコーディネーターとなる。female artists meeting の企画運営や、美学校のスタッフでもある。
2024年3月11日、国立西洋美術館で開催された「ここは未来のアーティストたちが眠る部屋となりえてきたか？」の内覧会で、パレスチナでのイスラエル政府による「ジェノサイド」に反対の意を示す抗議活動を行う。
2024年6月10日、「「敷居を踏む Step on the Threshold 」展における住友文彦氏のクレジット消去に関する意見書」を公開した。

## 企画
個別脚注のない出典は公式ウェブサイト。
- 2014年 - 「ギャラリー運営プロジェクト　伽藍堂ギャラリー」（東京、武蔵野美術大学）
- 2016年 - 「後出しジャンケン」（東京、Art Center Ongoing）
- 2018年 - 「朝飲んだ水、濁り泡立つ川と透き通った黄金のおしっこ。乾いた堅い毛に跨がる夕方、砂の上では土亀がすべる」（東京、西郷山公園）
- 2019年 - 「female artists meetingのための展覧会（どのような秘密や緊張、葛藤が生まれるだろう！）」（東京、Art Center Ongoing）
- 2025年 - 「同伴分動態」（東京、BUG、出展作家：うらあやか、小山友也、二木詩織、宮田明日鹿）[7]